# Atriodigitale Dysplasie
Das Herz-Hand-Syndrom oder die atriodigitale Dysplasie umfasst eine Gruppe von angeborenen Erkrankungen mit Fehlbildungen an den oberen Extremitäten und am Herzen.
Eine Unterteilung in nachstehende Formen ist üblich:
- Holt-Oram-Syndrom
- Herz-Hand-Syndrom Typ 2 oder Tabatznik-Syndrom[2]
- Herz-Hand-Syndrom Typ 3 auch spanische Form oder Kardiomeles Syndrom Typ 3[3][4]
- Herz-Hand-Syndrom, Slowenischer Typ, Autosomal-dominanter Erbgang[5][6]

Während das Holt-Oram-Syndrom nicht ganz so selten ist, liegt die Prävalenz der übrigen Typen bei weniger als 1 zu 1.000.000.
Differentialdiagnostisch abzugrenzen sind ähnliche Syndrome wie das Char-Syndrom.